# باسنز صافوا
بسنيس أو باسنز هو تقسيم إداري يوجد في إقليم صافوا في جهة رون - ألب في فرنسا.